# Marakudi, Raybag
Marakudi là một làng thuộc tehsil Raybag, huyện Belgaum, bang Karnataka, Ấn Độ.